# Aise Johan de Jong
Aise Johan de Jong (sinh ngày 30 tháng 1 năm 1966) là một nhà toán học người Hà Lan sinh ra ở Bỉ. Ông hiện là giáo sư toán học tại Đại học Columbia. Ông chủ yếu nghiên cứu về lĩnh vực hình học đại số.
Aise Johan De Jong học trung học ở Den Haag, lấy bằng thạc sĩ tại Đại học Leiden và lấy bằng tiến sĩ tại Đại học Radboud Nijmegen vào năm 1992, dưới sự giám sát của hai ngà toán họcFrans Oort và Joseph H. M. Steenbrink.
De Jong nhận Giải Cole vào năm 2000 cho Lý thuyết biến đổi của ông.. Trong cùng năm đó, De Jong trở thành phóng viên của Royal Netherlands Academy of Arts and Sciences.
Giáo sư de Jong cũng đã dành vài năm qua nghiên cứu về Dự án Starks, "một cuốn sách giáo khoa nguồn mở và công trình tham khảo về các chồng đại số và hình học đại số cần thiết để xác định chúng." Cuốn sách mà dự án đã tạo hiện đang chạy đến hơn 6.000 trang kể từ tháng 3 năm 2018.
De Jong hiện giờ sống ở thành phố New York với vợ của ông, Cathy O'Neil, và có ba đứa con.

## Tác phẩm
- De Jong, A. J. (1996). “Smoothness, semi-stability and alterations”. Publications Mathématiques de l'IHÉS. 83: 51–93. doi:10.1007/bf02698644.
- The Stacks Project

## Website chính thức
- Aise Johan de Jong tại Dự án Phả hệ Toán học
- Website at Columbia University
- The Stacks Project